# Montviron
Montviron is een plaats en voormalige gemeente in het Franse departement Manche in de regio Normandië en telt 340 inwoners (2017). De plaats maakt deel uit van het arrondissement Avranches.

## Geschiedenis
Montviron maakte deel uit van het kanton Sartilly tot dit op 22 maart werd opgeheven en de gemeente werd opgenomen in het kanton Avranches. Op 1 januari 2016 werd de gemeente opgeheven en werd Montviron een commune déléguée van de op die dag gevormde commune nouvelle Sartilly-Baie-Bocage.

## Geografie
De oppervlakte van Montviron bedraagt 5,9 km², de bevolkingsdichtheid is 49,7 inwoners per km².
De onderstaande kaart toont de ligging van Montviron met de belangrijkste infrastructuur en aangrenzende gemeenten.

## Demografie
Onderstaande figuur toont het verloop van het inwonertal (bron: INSEE-tellingen).

Angey · Champcey · Montviron · La Rochelle-Normande · Sartilly